# Lagune Loromayu
La lagune Loromayu est située dans la province de Sud Lípez (département de Potosí) en Bolivie. 